# Червона армія
Черво́на Армія (повна назва — Робі́тничо-Селя́нська Черво́на Армія — РСЧА, рос. Рабоче-крестьянская Красная Армия — РККА) — назва сухопутних військ та військово-повітряних сил Радянської Росії (лютий 1918 — червень 1919); РРФСР і радянських республік України, Білорусі, Литви, Латвії, Естонії (червень 1919 — грудень 1922); Союзу Радянських Соціалістичних Республік (грудень 1922 — лютий 1946).
Офіційним днем створення РСЧА вважають 23 лютого 1918 року — день, що передував прийняттю більшовиками німецького ультиматуму і підписанню перемир'я на німецьких умовах через неможливість чинити їм опір.
25 лютого 1946 року перейменована на Радянську армію.

## Історія

### Формування та Громадянська війна в Росії 1918—1922

#### Перші кроки
Після приходу до влади у жовтні 1917 року, більшовики бачили майбутню армію створювану для захисту Республіки, такою, яка буде формуватися строго на добровільних принципах, без примусової мобілізації, з виборністю командирів знизу і обговоренням солдатами наказів, які їм віддають. Це на думку більшовиків, повинне було забезпечити створення сильної, морально стійкої, істинно народної армії. І дійсно, спочатку нові формування показали себе більше надійними, чим армія старої Росії, що розпадалася виснажена веденням чотирирічної війни. Проте, коли Громадянська війна в Росії стала реальністю, більшовики усвідомили необхідність заміни тимчасових загонів Червоної гвардії постійними регулярними військовими формуваннями.

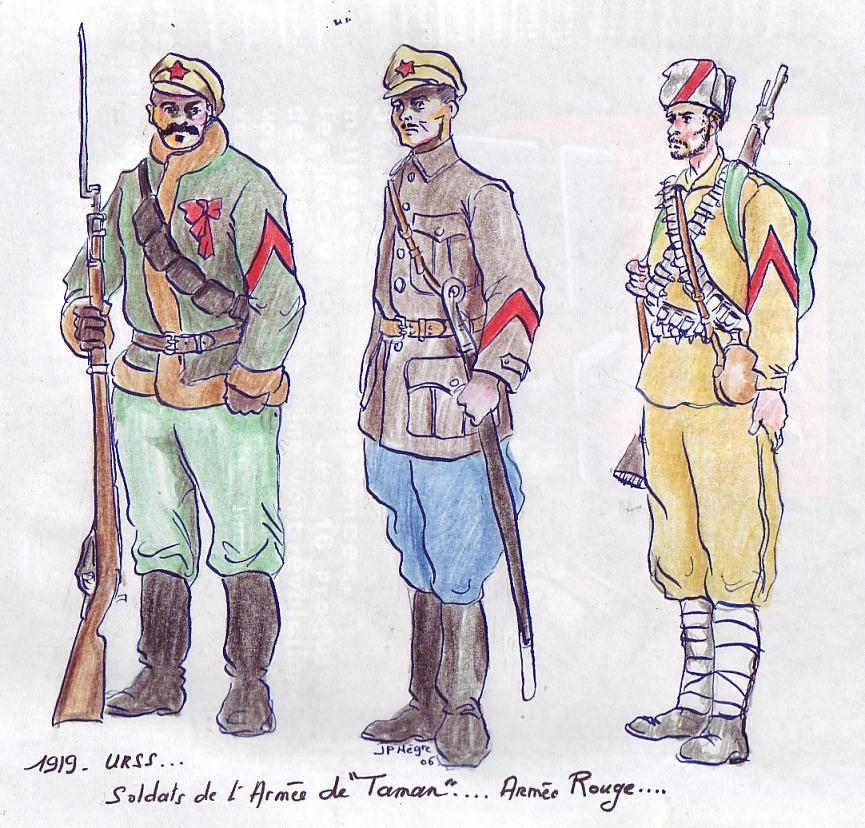
Однострої солдат Червоної армії, 1919

Нарукавні нашивки 1919—1924

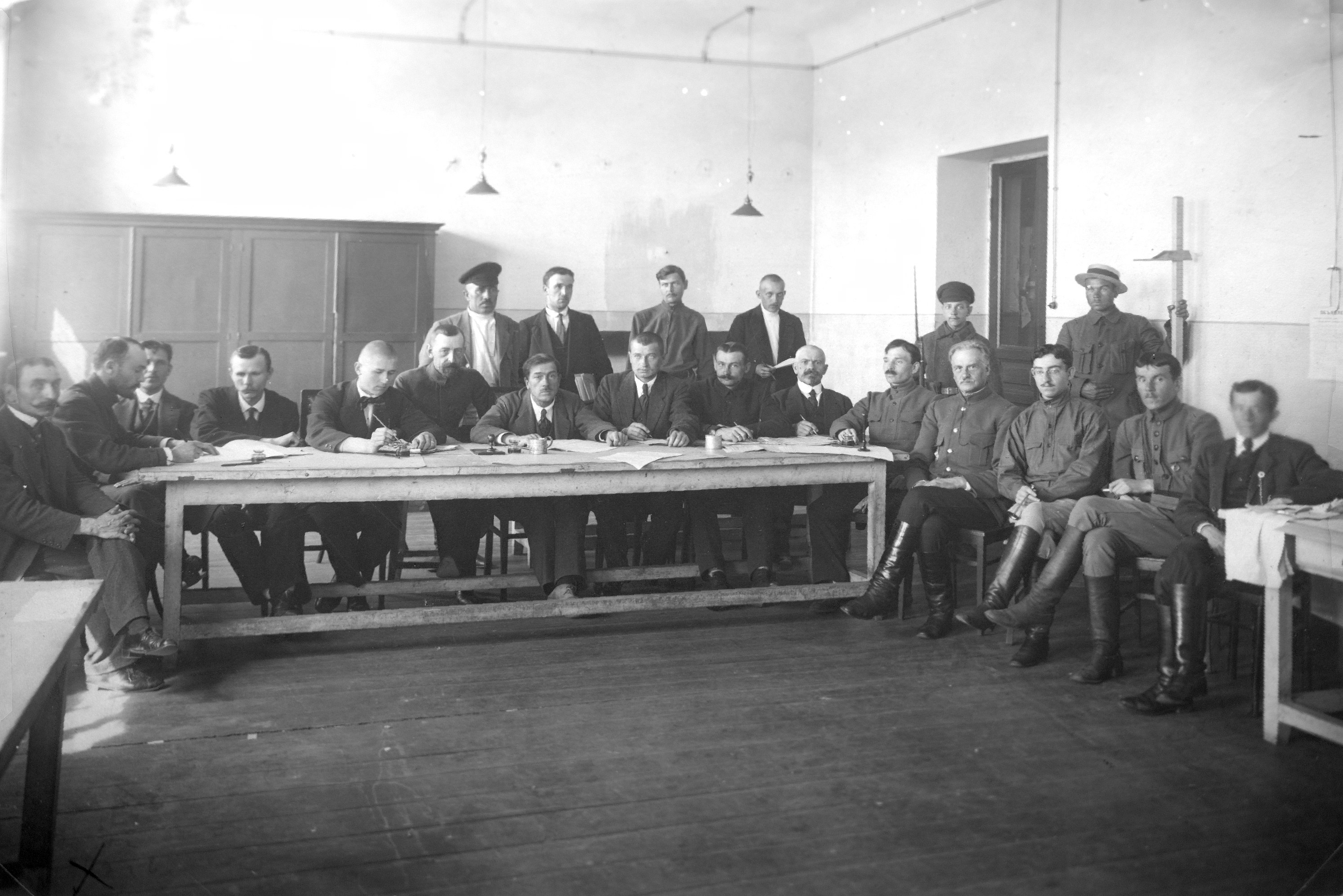
Комісія з призову робочих та селян до Червоної армії. 1918

Декретом від 28 січня 1918 року Рада народних комісарів Росії заснувала Червону армію на базі червоногвардійців. Вже в ці дні відбувався бій під Крутами, про який в радянські часи не можна було згадувати. У лютому 1918 року Раднарком видає декрет «Про обов'язкове навчання військовому мистецтву»; відповідно до тези Карла Маркса про заміну армії загальним озброєнням народу заснований Всевобуч — загальне військове навчання трудящих.
Офіційний день заснування Червоної армії 23 лютого 1918 — став день першого масового набору в Червону армію у Петрограді і Москві, і день першої битви з окупаційними військами кайзерівської Німеччини. У радянський період день 23 лютого подавався як «день першої перемоги Червоної армії над німецькими військами під Нарвою», що насправді суперечило дійсності і сьогодні цю брехню розвінчано.
Незабаром з'ясувалося, що нові формування мають низку істотних недоліків. Подібні загони були боєздатні лише короткий термін, потім в них починалася текучість складу, різке падіння дисципліни. Командири вибиралися самими бійцями, що приводило до усунення строгих, вимогливих воєначальників. Допускалося і вважалося нормальним обговорення наказів, і часто замість того щоб почати наступ, загін дискутував з приводу: вилазити з окопів або залишитися сидіти в обороні, а в цей час противник проводив дії, згубні для цілого фронту. Усі ці явища: відсутність дисципліни, виборність командирів, колегіальність прийняття рішень, що доходила до обговорення наказів, були характерні для першого або, як його інколи називали, партизанського періоду війни і отримали назву «партизанщини». Партизанські «армії» були не в змозі протистояти сильним угрупуванням противників більшовицької влади, таким як чехословацький корпус, Донська і Добровольча армія — вони були дуже невеликі і неорганізовані. У травні 1918 року збройні сили Радянської республіки налічували лише 270 тисяч чоловік, що було недостатньо для боротьби на числе́нних фронтах громадянської війни. Потрібно було перекласти армію на професійну основу, зробити її більш числе́нною, викоренити партизанщину.

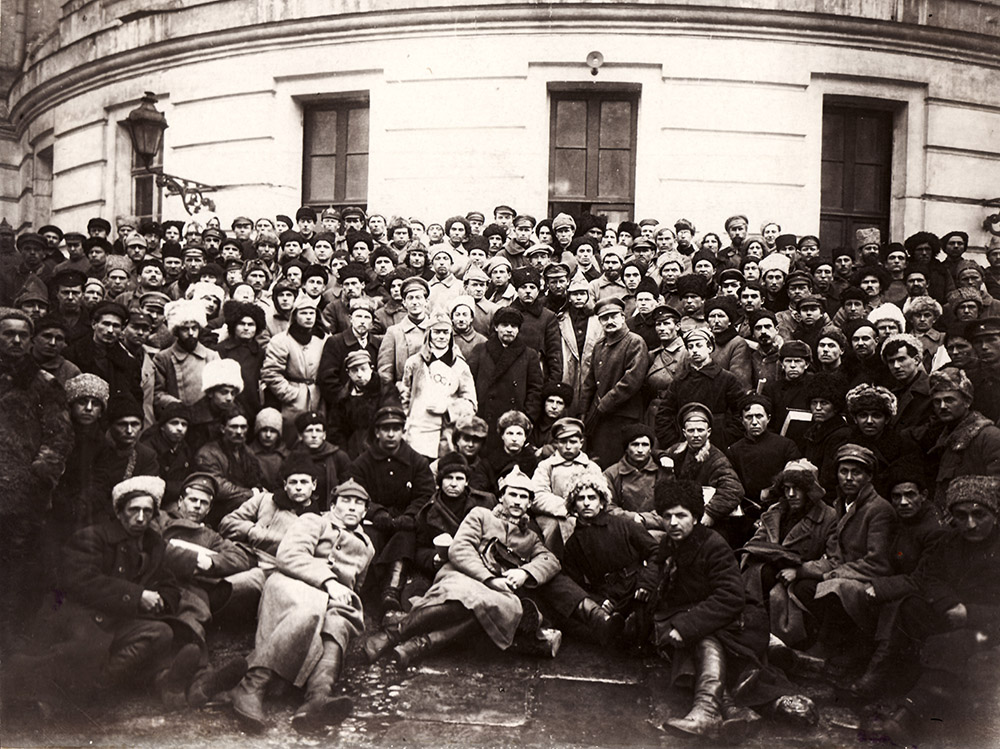
Ленін та Троцький з бійцями Червоної армії, 1921

Засновником Червоної армії часто називають Льва Троцького, народного комісара військових і військово-морських справ 1918—1924. Йому вдалося створити дисципліновану військову силу з різношерстих добровольців раннього періоду. Троцький провів рішення про мобілізацію до РСЧА колишніх царських офіцерів, здолавши опір з цього питання фракції «лівих комуністів» на чолі з Бухаріним.
Більшовики утворили спеціальну комісію на чолі з Левом Глезаровим, і за період до середини серпня 1920 призвали до лав РСЧА 48 тис. колишніх царських офіцерів, 10 300 осіб адміністративного персоналу, і 214 тис. колишніх унтер-офіцерів, що отримали посади «військових фахівців». На такі посади були також притягнена низка колишніх царських генералів. Офіцерами старої армії укомплектували близько 35 % командних посад (за іншими даними до 90 %).
Спроби заснувати РСЧА на добровільних засадах під гаслом «Соціалістична Вітчизна у небезпеці!» виявилися безуспішними. Результатом став швидкий перехід до мобілізацій. У Червону армію мобілізувалися члени партії і червоногвардійці. Забороняється розпуск або самовільний відхід бійців із загонів Червоної Гвардії. Ці загони оголошуються частинами РСЧА. З пізньої весни 1918 року забороняється ліквідація полків, що зберегли боєздатність, старої царської армії. Вони оголошуються частинами РСЧА. Так, фактично зберігаються лейб-гвардії Преображенський і Семеновський полки, полки латиських стрільців і ряд інших частин. Солдат, що йдуть із цих частин оголошують дезертирами Червоної армії, ловлять і розстрілюють, а їхні сім'ї заарештовують.
29 травня 1918 року, через чотири дні після початку чехословацького заколоту, ВЦВК прийнявши постанову «Про примусовий набір в робітничо-селянську армію» розпочав обов'язковий набір на військову службу в РСЧА осіб у віці від 18 до 40 років і одночасно створюється мережа військових комісаріатів для виконання цього декрету. Система військкоматів виявилася настільки досконала, що існує й донині.
Такими заходами уряд Леніна стрімко переходив до примусового принципу комплектування армії. Важливими кроками більшовиків стала боротьба з «військовим анархізмом» перших місяців існування РСЧА. Потреба в ефективній військовій силі змусила їх піти на введення в армії обов'язковості виконання наказів командирів, відновлення розстрілів за дезертирство, і проведення масових мобілізацій, з тим, щоб забезпечити необхідну чисельність військ. Для контролю над лояльністю «воєнспеців» були засновані посади комісарів.

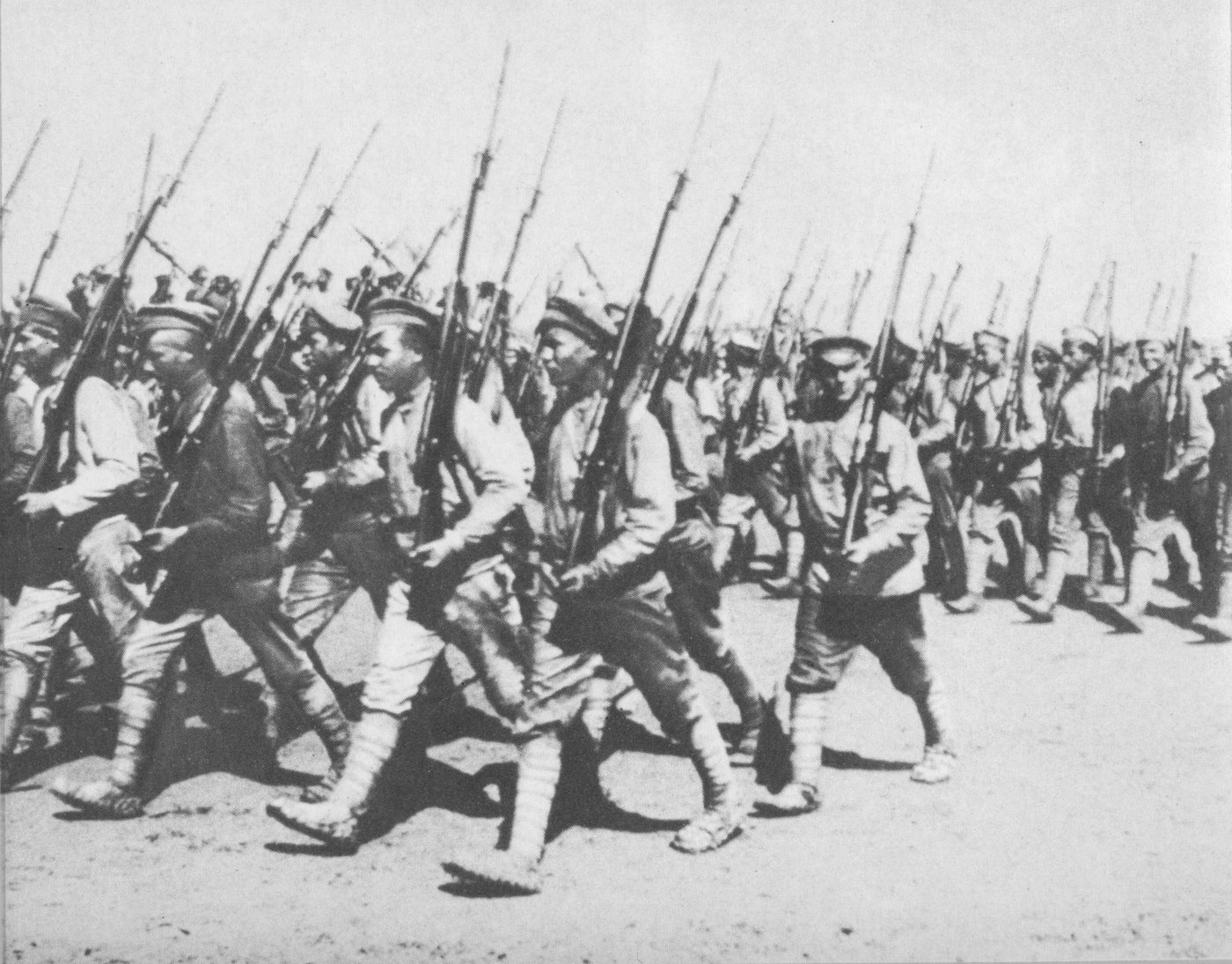
Парад Червоної армії у Харкові. 1921

12 липня 1918 року починається призов в армію осіб народження 1893—1897 років. Влітку 1918 року в РСЧА скасовується виборність командирів. Офіцери старої армії мобілізуються в РСЧА, а їхні родини беруться в заручники (у ряді випадків члени родин штаб-офіцерів і генералів поміщалися у в'язниці). У квітні 1919 року в армію призвалися особи народження 1886—1890 років. Відновлюються військові училища, які методом короткострокових курсів готують командний склад; відновляють роботу військові академії.
Протягом 1918 року була сформована система військового керівництва. У березні була утворена Вища Військова Рада, що керувала військовими діями до вересня 1918 року. 2 вересня 1918 року була утворена Революційна військова рада Республіки (РВСР, Реввійськрада), що стала найвищим військовим органом держави. Пост голови Реввійськради зайняв Троцький. Його безпосереднім підлеглим став колишній царський полковник, латиш Іоаким Вацетіс, що отримав посаду першого радянського головнокомандувача.
У веденні РВСР знаходилися всі військові питання, йому підпорядковувалися головнокомандувач і командувач фронтами, у його обов'язки входило керівництво всіма військовими установами. Голові Реввійськради Троцькому було призначено зіграти видну роль у громадянській війні. Він безпосередньо керував військовими операціями, координував дії фронтів і армій; спецпотяг голови Реввійськради з'являвся на найнебезпечніших ділянках фронту, відновлюючи дисципліну і піднімаючи дух червоноармійців, неодноразово беручи участь у військових діях.
На грудень 1918 року налічувала 800 тисяч вояків, на початок 1919 року — 1630 тисяч, на кінець 1919 року — 3 мільйони, на 1 листопада 1920 року — близько 5,5 мільйонів. Після завершення Громадянської війни в Росії частина особового складу була демобілізована, на кінець 1924 року її чисельність скоротилася у 10 разів.

#### Війна з білогвардійцями та інтервентами
Див. також:  Українська радянська армія, Заколот Григор'єва
У листопаді 1917 року на Дону починається концентрація антибільшовицьких сил. Сотні й тисячі добровольців, що не визнавали нову владу, прямували на Дон. Крім невеликих груп і окремих добровольців прибували цілі частини. Так, прийшов Корніловський полк; пізніше загін полковника Михайла Дроздовського. Поступово склався кістяк нової армії, якій отримав назву Добровольчої — самої значної антибільшовицької сили у роки громадянської війни.

Громадянська війна в Росії станом на 1918 рік

У конфліктах між козаками і «іногородніми» у традиційних козацьких землях більшовики встали на сторону «іногородніх». Боротьба за владу на Дону призвела до обрання отаманом донських козаків царського генерала О. М. Каледіна; на Дону почалося формування групою вищих офіцерів (генерали М. В. Алексєєв, Л. Г. Корнілов, А. І. Деникін, С. Л. Марков) білогвардійської Добровольчої армії. Підписання більшовицьким керівництвом на чолі з Троцьким і А. А. Йоффе мирного Брест-Литовського договору призвело до різкого розширення німецької окупації (до літа 1918 років німецькі і австро-угорські озброєні сили зайняли Естонію, Латвію, Литву, ряд повітів Псковської і Петроградської губерній, більшу частину Білорусі, Україну, Крим, Донську область, частково Таманський півострів, Воронезьку і Курську губернії).
У березні 1918 року англійські війська окупували Архангельськ, у липні — Мурманськ, 5 квітня японські війська окупували Владивосток.
Під прикриттям військ Антанти на півночі формується білогвардійський уряд, що приступив до формування «славяно-британського легіону» і добровольчої «армії Мурманська» в 4 500 чоловік, головним чином з числа колишніх царських офіцерів.
У радянський період початком громадянської війни було прийнято вважати заколот Чехословацького корпусу у травні 1918 року — на думку ряду істориків це не відповідає дійсності, вже хоч би тому, що до цього моменту вже встиг завершитися перший озброєний етап Білого Опору — боротьби на Півдні Росії — Перший Кубанський похід молодої Добровольчої армії (9 (22) лютого — 13 травня 1918). Другою, причому найважливішою, підставою можливо вважати те, що це — повна непоінформованість авторів даних заяв з визначенням «війни» взагалі, і «громадянської війни» зокрема. У період Першої світової війни Чехія і Словаччина входили до складу Австро-Угорської імперії, і були вимушені воювати проти Росії, незважаючи на сильні проросійські настрої, що існували на той момент серед населення цих країн.
Царський уряд набрав з чехословацьких військовополонених корпус, плануючи його до відправлення на фронт; проте революція у Петрограді зірвала ці плани. Командуванню корпусу удалося досягти домовленості з більшовиками про відправлення їх до Франції через Владивосток. На момент повстання корпус сильно розтягнувся по залізниці.

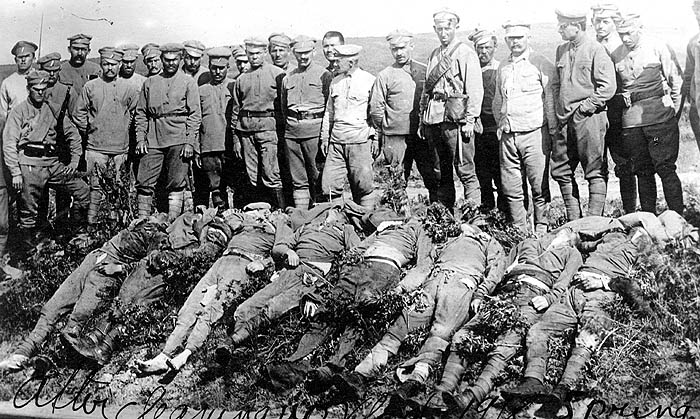
Солдати Чехословацького корпусу біля тіл вбитих більшовиків. Владивосток, 1918 рік

На цьому етапі корпус був фактично єдиною боєздатною військовою силою у країні: царська армія розпалася, а РСЧА і білі армії ще знаходилися у стадії формування. Зіткнення чехословацького командування з більшовицькими агітаторами стали однією з причин одночасного заколоту на всьому протязі руху корпусу. У Самарі чехословаки повалили більшовиків, і підтримали формування есеро-меншовицького Комуча (комітет членів Установчих Зборів). Ця подія призвела до падіння Радянської влади на великих територіях. У Сибіру утворився слабкий уряд Уфімської Директорії. Після повернення до Росії колишнього царського адмірала О. В. Колчака, рішуче настроєні офіцери організували 18 листопада 1918 року переворот, що привів його до влади.
Наступним етапом громадянської війни в Росії став «білий потоп»; були сформовані три основні білі армії — Добровольча армія на Дону (перший командувач — генерал Л. Г. Корнілов, після його загибелі 13 квітня 1918 року — генерал А. І. Деникін), в Сибіру — армія О. В. Колчака (проголошеного Верховним Правителем Росії із столицею в Омську), на північному заході — армія генерала М. М. Юденіча.
Вже у вересні 1918 року уряд Комуча звалився під ударами з двох сторін — білих і червоних. Війська Колчака дійшли до Уралу, а Денікіна — до Києва, 13 жовтня 1919 року зайняли Орел. Війська Юденіча у вересні 1919 року безпосередньо загрожували Петрограду.
Потужний наступ білих армій був зупинений РСЧА наприкінці 1919 року.

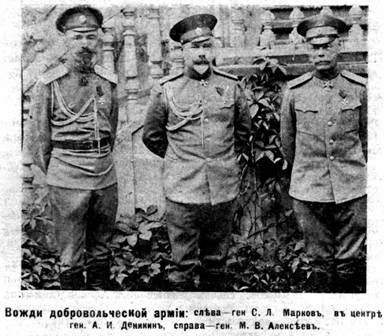
Керівники Добровольчої армії, зліва направо: С. Л. Марков, А. І. Денікін, М. В. Алексєєв. Громадянська війна в Росії, травень 1917

1920 рік став часом «червоного потопу»: наступ червоноармійців на всіх фронтах був підтриманий сформованою Першою кінною армією С. М. Будьонного. Генерал Юденіч з гаслом «Єдиної і неділимої Росії» не отримав підтримки від Фінляндії і Естонії, його війська в кінці 1919 року були вимушені відступити на територію Естонії, де згодом були інтерновані. У січні 1920 року адмірал Колчак був заарештований в Іркутську владою меншовицько-есерівського Політцентру, переданий ними більшовикам, і 7 лютого 1920 року розстріляний. Добровольча армія генерала Денікіна мала ускладнення з козаками, в Україні їй також доводилося воювати, окрім РСЧА, також з армією Української Народної Республіки, і військами Махна.
10 січня 1920 року РСЧА зайняла Ростов-на-Дону, в 1920 роки почався масовий відступ Добровольчої армії на південь; 8 лютого 1920 року Червона армія зайняла Одесу, 27 березня — Новоросійськ.
Після відходу військ Антанти з Північної області (вересень 1919 року — евакуація інтервентів з Архангельська, лютий 1920 року — з Мурманська) почався розпад місцевого білогвардійського уряду. 20 лютого 1920 року Тимчасовий Уряд Північної Області і його армія втекли до Фінляндії і Норвегії, 21 лютого 1920 року у Північну область вступила РСЧА.
У 1919—1921 РСЧА також брала участь у радянсько-польській війні. Підписавши Брест-Литовський мирний договір, Росія де-юре визнала незалежність Польщі, де-факто непідконтрольної Росії з початку німецької окупації влітку 1915 років (Німеччина окупувала Польщу, Литву, частина Білорусі на захід від лінії Двінськ-Свенцяни-Пінськ, Моонзундські острова, частина Латвії, включаючи Ригу і Ризький повіт, частину України). Після приходу до влади Пілсудського Польща почала виношувати плани відновлення великої Речі Посполитої «від моря до моря».
6 травня 1920 року польські війська зайняли Київ, але до середини липня 1920 року були відкинуті до кордонів Польщі. Спроба Червоної армії наступати і далі закінчилася для неї катастрофою; замість очікуваного більшовиками повстання польського пролетаріату місцеве населення сприйняло червоноармійців як російських окупантів. У березні 1921 року був підписаний мирний договір, що передав Польщі Західну Білорусь і Західну Україну.
28 жовтня 1920 року Червона армія форсувала Сиваш, і прорвала у Криму оборону білих Збройних сил Півдня Росії під командуванням барона П. М. Врангеля. 14—16 листопада 1920 року залишки білогвардійців евакуювалися з Криму.
На початку 1920 року більшовики визнали Далекосхідну Республіку (ДСР), яка повинна була служити буфером між ними, і японськими окупантами. Основними силами регіону, окрім більшовиків, військ ДВР і японців, були також забайкальські козаки отамана Семенова. Під тиском більшовиків, а також країн Антанти, що застерігалися посилення Японії, війська ДСР восени 1920 років були виведені із Забайкалля. ДСР швидко попала під повний контроль Радянської Росії; більшість в Установчих зборах ДСР зайняли більшовики, а Народно-революційна армія (НРА) ДСР розглядалася РРФСР як частина Червоної армії. Ці обставини призвели до організації місцевими білогвардійцями перевороту 26 травня 1921 року за підтримки японців. Влада у Владивостоку перейшла до братів Меркулових. У червні 1922 року владу захопив білий генерал М. К. Дітеріхс, що проголосив себе Земським воєводою, і що сформував Земську рать. Вона була розгромлена військами НРА під командуванням В. К. Блюхера за підтримки партизан. 24 жовтня 1922 року НРА вступила до Владивостока. Залишки білих військ були розгромлені на Далекому Сході до липня 1923 року.
Період 1920—1921 став часом «зеленого потопу». Масова незадоволеність селянського населення продрозкладкою була підігріта демобілізацією з Червоної армії. Окремі повстання «зелених» селянських повстанців охопили всю країну; найбільш великим з них стало повстання «Зеленої армії» А. С. Антонова на Тамбовщині. На придушення цих повстань також були кинуті частини РСЧА.
Повстання неодноразово перекидалися також і на частини самої Червоної армії, набраній в основному із селян. Так, 13 червня 1919 року, під час наступу Юденіча, сталися заколоти на фортах Червона Гірка і Сірий Кінь під Петроградом.
7—9 травня 1919 року в Україні колишній царський офіцер Григор'єв Н. О., що перейшов у лютому 1918 року від армії Української Народної Республіки до більшовиків, відмовляється відправляти свою 6-ту Українську радянську дивізію Збройних сил УСРР на Румунський фронт для підтримки Угорської радянської республіки, і піднімає заколот, що спирався головним образом на селян, незадоволених продрозкладкою.

#### Підсумки громадянської війни в Росії
Останньою подією «зеленого потопу» став так званий Кронштадтський заколот у лютому — березні 1921 року. До зими 1920-21 року політика «військового комунізму», що проводився більшовиками, привела до краху постачання Петрограду, і викликала в ньому новий голод. Незадоволеність привела до повстання Кронштадтської військово-морської бази під гаслами «за Ради без комуністів», відміни продрозкладки, відновлення свободи торгівлі і ін.

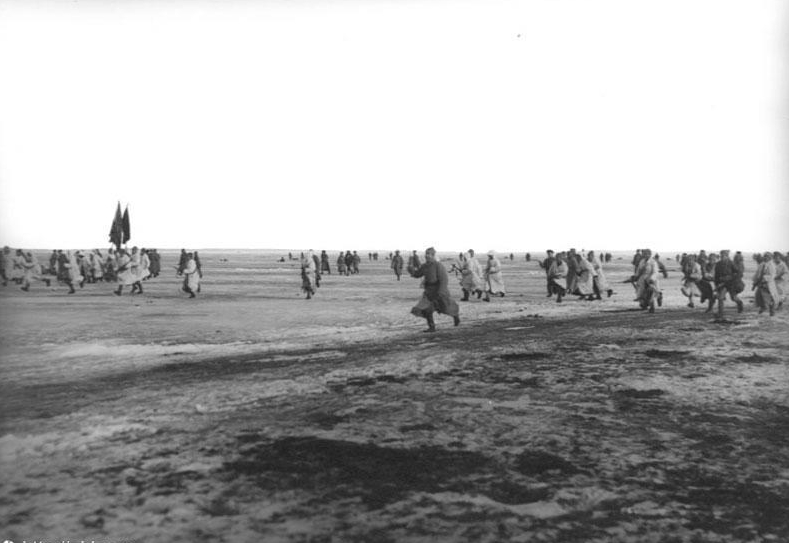
Червона армія атакує Кронштадт. Березень 1921

Повстання ледве не спричинило розкол усередині ВКП(б); положення ускладнювалося тим, що підтримка революційних кронштадтських матросів сильно сприяла приходу до влади самих більшовиків в 1917 році. Проте, повстання було оголошене білогвардійським заколотом, спровокованим військовими фахівцями з колишніх царських офіцерів за підтримки іноземних розвідок, і придушено. Зростаюча ненадійність Червоної армії змусила більшовиків піти на відміну «військового комунізму», і ввести НЕП. Заміна продрозкладки гуманнішим продподатком призвело до різкого зниження підтримки селянами «зелених» повстанців.
Під час громадянської війни Робітничо-селянська Червона армія розгромила низку армій, що протистояли їй, які утворилися на руїнах Російської імперії, що звалилася:
- Білогвардійські армії (війська Верховного Правителя Росії адмірала О. В. Колчака, Добровольча армія генерала А. І. Деникіна, Північно-Західна армія генерала Н. Н. Юденіча, Північна армія і менш значні, у тому числі Азійська дивізія барона Унгерна);
- озброєні формування козаків Дону (отаман О. М. Каледін, П. Н. Краснов), Оренбурга (отаман А. І. Дутов), Забайкалля (отаман Р. М. Семенов) і др.;
- ряд селянських армій «зелених» повстанців і «чорних» анархістів — А. С. Антонов, М. А. Григор'єв, Н. І. Махно і пр.;
- війська недовговічних есеро-меншовіцьких урядів (Народна армія Комуча, Іжевська Народна армія);
- мали місце також бойові зіткнення з рядом іноземних армій (німці, поляки, чехословаки та ін.)

## Радянсько-українська війна
Найбільшою складністю відрізнялася політична картина в Україні, контроль над різними частинами якої переходив з рук в руки білих військ генерала Деникіна, анархістів Нестора Махна, уряду гетьмана П. П. Скоропадського, Центральної Ради, уряду С. В. Петлюри, Західноукраїнська Народна Республіка), різних радянських республік, на початковому періоді недовговічних, повстанців отамана Григор'єва, польських військ (1920), німецьких і австрійських окупантів, французьких окупантів (Одеса, 1919) тощо.

## Міжвоєнний період 1922—1939
У 1922 році було утворено СРСР і Червона армія стала збройними силами цієї держави. У зв'язку із переходом до мирного становища у 1924—1925 роках під керівництвом Михайла Фрунзе було проведено військову реформу. Відбувся перехід до територіально-міліцейської форми комплектування військ.
У 1929 році війська Червоної армії вели бойові дії проти китайців під час конфлікту на Китайсько-Східній залізниці. У зв'язку із загостренням ситуації на Далекому Сході було утворено Особливу Далекосхідну армію на чолі з Василем Блюхером￼.
Радянські військові радники у міжвоєнний період брали участь у громадянській війні в Китаї, японо-китайській війні, громадянській війні в Іспанії. Регулярні частини Червоної армії брали участь у поході на Афганістан 1929 року, боях з японськими військами на озері Хасан 1938 року і на річці Халгін-Гол у 1939 році.

Велику шкоду боєздатності Червоної армії нанесли репресії в РСЧА 1937—1938 років. Слідом за процесом над Тухачевським, Якіром та ін. почався масовий терор в армії. Наприклад, у Київському військовому окрузі підряд було репресовано обох командувачів Й. Е. Якіра та І. Ф. Федька. У Білоруському військовому окрузі підряд репресували двох командувачів І. П. Уборевича та І. П. Бєлова. Підряд були репресовані чотири очільники ВПС РСЧА Алксніс, Локтіонов, Смушкевич та Ричагов. У результаті репресій на чолі радянських військ стали некомпетентні і бездарні воєначальники такі як Хозін, Козлов, Кирпонос, Рябишев, Фекленко, Камков, Павлов, Тюленєв, Черевиченко, Кузнецов та ін. 

## Німецько-радянська війна
Станом на 22 червня 1941 року складалась з 4 фронтів, 27 армій, 29 механізованих корпусів, 62 стрілецьких корпусів, 4 кавалерійських корпусів, 5 повітряно-десантних корпусів, 303 дивізій, 57 укріплених районів і 5 стрілецьких бригад, які підтримувались 10 протитанковими бригадами, 94 полками корпусної артилерії, 75 полками артилерії РГК і 34 інженерними полками — загальною чисельністю близько 5 мільйонів осіб.